# Le Bardo
Le Bardo (ook: Bardo) is een voorstad van de Tunesische hoofdstad Tunis en ligt net ten westen van Tunis. Bardo is afgeleid van het Spaanse woord prado, dat tuin betekent.
In Le Bardo bevindt zich het Bardomuseum, het grootste archeologische museum van Tunesië. Het museum is gevestigd in een voormalig paleis van de beys van Tunis. De Tunesische Vergadering van Volksvertegenwoordigers komt sinds 2014 ook bijeen in het Bardopaleis.
Le Bardo gaf de naam aan het Verdrag van Bardo dat in 1881 getekend werd en Tunesië onder een Frans protectoraat plaatste. 

## Sport
Stade Tunisien is een voetbalclub uit Le Bardo.

## Geboren
- Jean Vuarnet (1933-2017), Frans alpineskiër